# Гран-Плас (Брюссель)
Гран-Плас (фр. Grand place; зазвичай відома саме за цією франкомовною назвою, яка може звучати як Гран(д)-Пляс) або Великий ринок (нід. Grote markt) — центральний історичний майдан столиці Бельгії міста Брюсселя, містобудівний ансамбль світового значення ( в 1998 році внесений до переліку від Бельгії об'єктів Світової спадщини ЮНЕСКО).
Майдан лежить у просторі, що має майже прямокутну форму, між вулицями Масляною (фр. rue au Beurre, нід. Boterstraat, з заходу), Шапкарів (фр. rue des Chapeliers, нід. Hoedenmakersstraat) і Карела Булса (фр. rue de Charles Buls, нід. Karel Bulsstraat, обидві — з півдня), Пагористою (фр. rue de la Colline, нід. Heuvelstraat, зі сходу), Оселедцевою (фр. rue des Harengs, нід. Haringstraat, з північного сходу) і М'яса та Хліба (фр. rue Chair et Pain, нід. Vlees-en-Broodstraat, з півночі). Майдан прямокутної форми, довжина якого досягає 110 метрів, а ширина 68 метрів.
Сучасний Гран-Плас вважається головним майданом бельгійської столиці, а також одним з найважливіших туристичних принад міста. На брюссельському Гран-Пласі стоять найважливіші пам'ятки бельгійської столиці — ратуша та Будинок короля (фр. Maison du Roi), або «Хлібний дім» (нід. Broodhuis), численні барокові будинки брюссельських гільді, які датуються ще XVII століттям.

## Історія

### Виникнення
У X столітті Карл, герцог Нижньої Лотарингії, побудував форт на острові Сент-Ґері, що став початком створення міста Брюссель. До кінця XI століття на осушеному болоті біля форту, розташованого вздовж торговельного шляху, утворилася ринкова площа під назвою Nedermarckt, тобто «Нижній ринок». Існуюче найменування майдану увійшло в побут лише у XVIII столітті.
В першій згадці про Гран-Плас, яка датується 1174 роком, згадується про нижній ринок (лат. Forum Inferius), що розташований недалеко від річки Сенна та важливий торговельний шлях Causeway (нід. Steenweg), який з’єднував процвітаючі регіони Рейнланд та Фландрію.

На початку XIII століття на північній частині майдану споруджують першу групу будівель, яка складалася з трьох критих ринків для торгівлі м’ясом, хлібом та одягом. Створені торгові зали, які належали Брабантському герцогству, дозволяли вести торги незважаючи на погані погодні умови, а також стежити за збором податків.

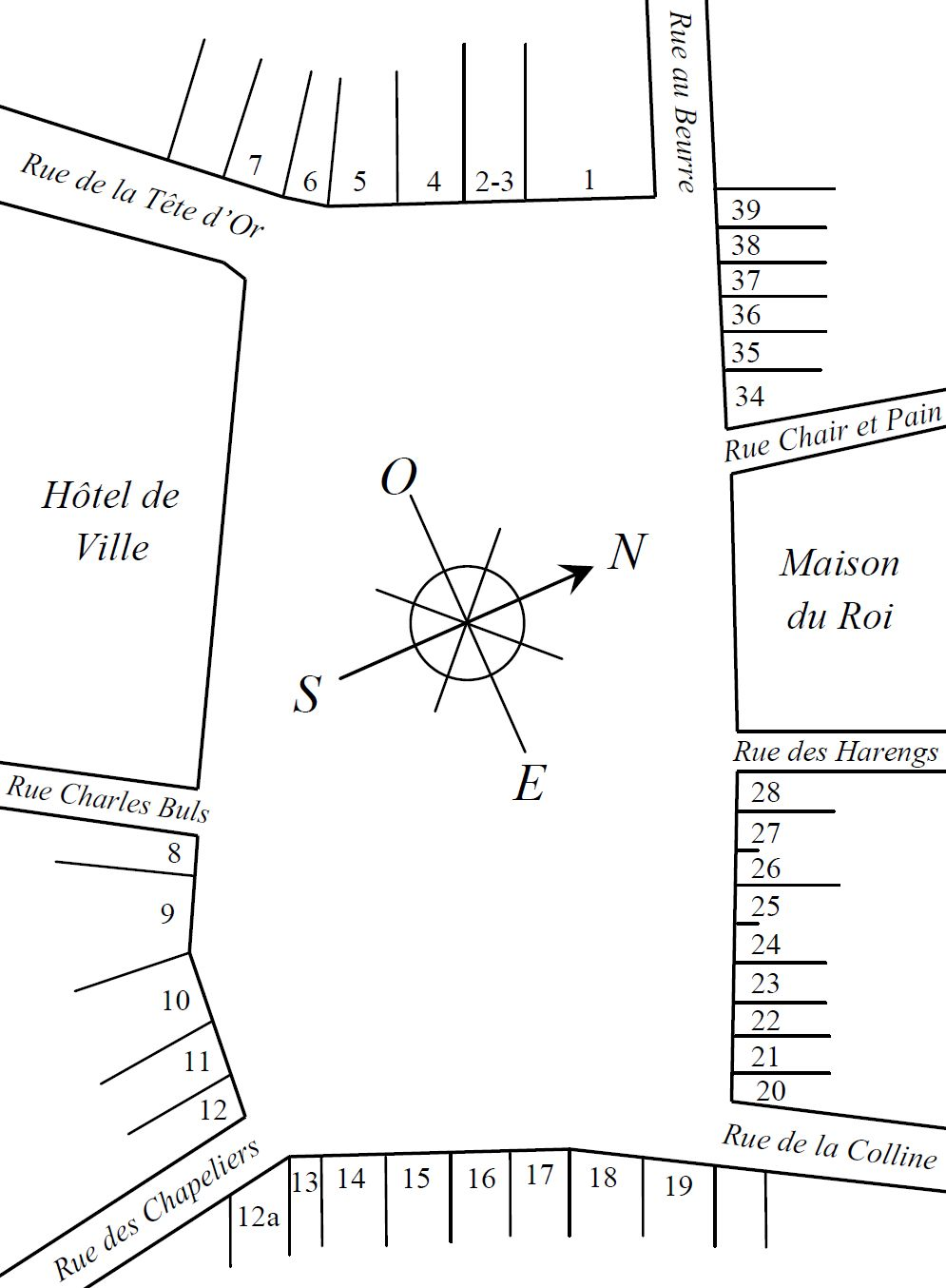
План Гран-Пласу

### Розвиток
З приходом XIV століття відбувається бурхливий розквіт економіки та ремесел, що сприяє зростанню важливості місцевих торговців відносно дворянства, у зв’язку з чим, герцог передає контроль над млинами та торгівлею місцевій владі.
Брюссель, конкуруючи з сусідніми містами, будує великий критий ринок одягу на південь від майдану і скуповує будинки та магазини, які загромаждували Гранд Плас, задля їх знесення. 
У проміжку між 1401 та 1455 роками, на південній стороні майдану, була споруджена брюссельська ратуша, яка перетворила Гранд Плас на місце муніципальної влади. Ратушу вінчає вежа висотою 97 м, побудована в XV столітті архітектором Яном ван Рейсбруком.
Задля противаги даному символу муніципальної влади, з 1504 по 1536 роки, Брабантське герцогство спорудило велику будівлю навпроти ратуші, як символ влади. «Хлібний дім» розташували на місці перших споруд для торгівлі хлібом та одягом, які більше не використовувались. Цікаво, що згодом, цю будівлю стали називати «Будинок короля», хоча король там ніколи не жив. В нідерландській мові дотепер уживають старішої назви «Хлібний будинок» (нід. Broodhuis), тоді як по-французьки ця будівля називається «Будинок короля» (фр. Maison du Roi). 
Оскільки на Гран-Плас розміщувалося міське управління, то всі ремісничі цехи та торгові гільдії побудували на майдані власні представництва – будинки гільдій (нід. Guildhalls).

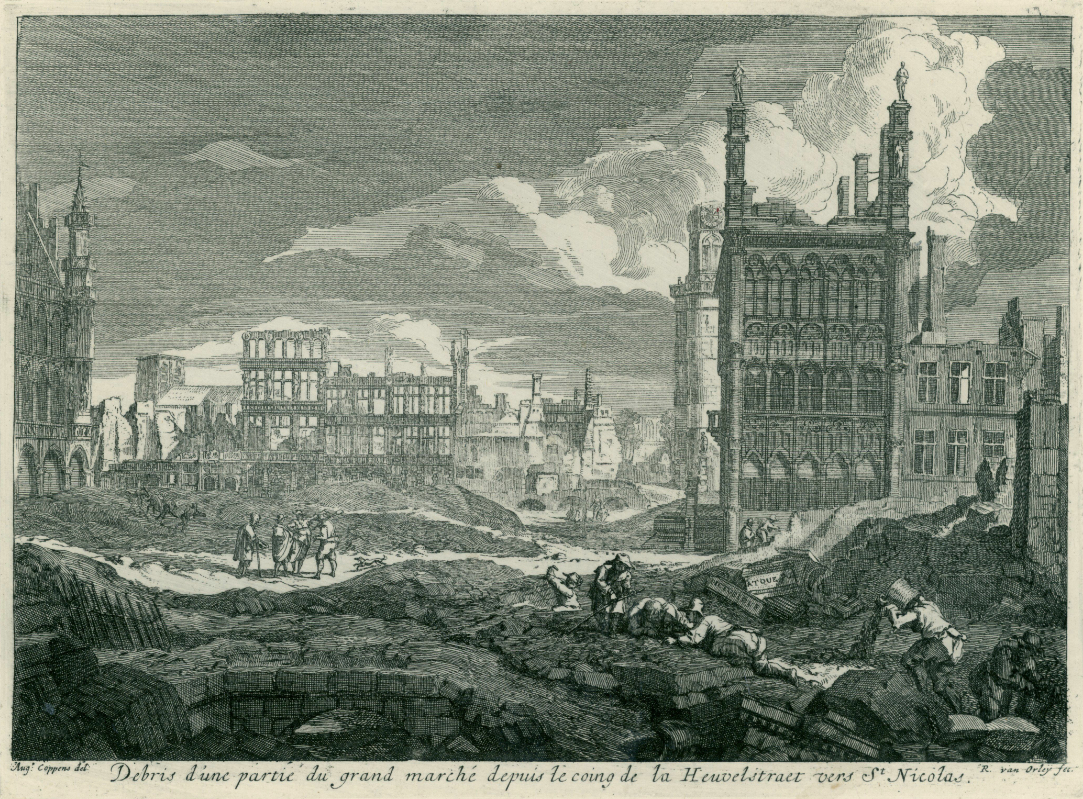
Руїни Гран-Пласу після бомбардування

### Руйнування та відбудова
13 серпня 1695 року французька армія під керівництвом маршала Франсуа де Неффіла, почала бомбардування Брюсселя. Обстріл продовжувався протягом декількох діб, у результаті якого, більшість будинків гільдій були зруйновані. На майдані цілою лишилася тільки ратуша, і частково вистояв «Хлібний дім».
Після завершення війни, Гран-Плас почали відбудвали заможні гільдії. Їхні зусилля регулювалися міською радою та губернатором Брюселя. Влада вимагала, щоб проєкти будинків, які формували ансамбль майдану, були надані на схвалення. Встановлені вимоги допомогли відтворити надзвичайно гармонійний макет для відбудованого Гран-Пласу, незважаючи на еклетичне поєднання готики та барокового стиля Людовика XIV. Через чотири роки майдан набув нового вигляду, дуже близького до нинішнього.
Протягом наступних двох століть майдан зазнав значних збитків. Наприкінці XVIII століття, у наслідок Барбантського повстання, революціонери знищили статуї знаті та символи християнства, які прикрашали фасади будівель. Будинки гільдій були захоплені і розпродані державою.

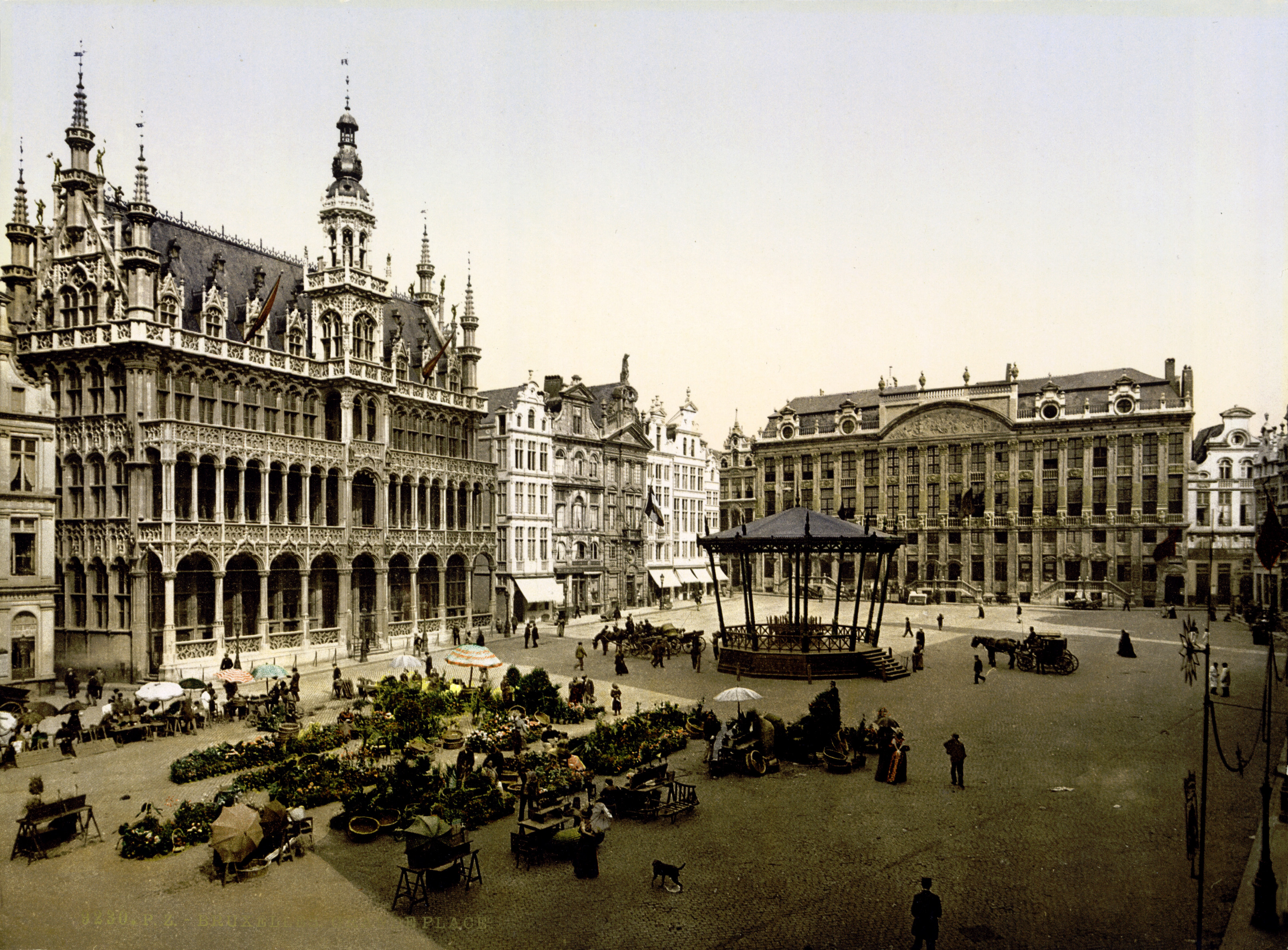
Гран-Плас 1895 рік

Наприкінці XIX століття, під впливом міської голови брюссельської влади, відбувається реконструкція Гран-Пласу, задля повернення майдану колишньої пишності.

### Новий час
На початку Першої світової війни майдан був наповнений військовими та цивільними жертвами. Ратуша слугувала тимчасовою лікарнею. 
20 серпня 1914 року німецька армія прибула до Гран-Пласу. Окупанти підняли німецький прапор з лівої сторони Ратуші.
Гран-Плас продовжував бути ринком до 19 листопада 1959 року. Зараз майдан має назву Гран-Плас або Великий ринок (нід.Grote markt), та приваблює туристів з усього світу.

Квітковий килим Брюсселя - 2016 рік

Від 1971 року на брюссельському Гран-Пласі раз на 2—3 роки (від 1980-х як бієнале) справляють і проводять (нині це робить спеціально створена Асоціація) яскраве свято-культурну акцію Квітковий килим Брюсселя. Визначна роль у його створенні належить фламандському художнику Марку Схауттету. Килим з 800 тисяч живих бегоній укриває площу в 1 800 м².
У 1998 році Гран-Плас Брюсселя занесено до списку від Бельгії об'єктів Світової спадщини на 22-й сесії ЮНЕСКО під номером 857.

## Виноски
1. ↑  Площа Гран-Плас, Бельгія - визначні та цікаві місця світу. Туристичний ресурс "Країни світу" (укр.). Архів оригіналу за 22 січня 2018. Процитовано 21 січня 2018.
2. ↑  Офіційна вебсторінка Асоціації «Квітковий килим Брюсселя» [Архівовано 5 вересня 2018 у Wayback Machine.] (англ.)
3. ↑  Цветочный ковёр // Европа. Книга 1. (серія «Обычаи народов мира»), М.: «Мир книги», 2009 — с. 143–144 (рос.)
4. ↑  Брюссельський Гран-Плас [Архівовано 8 січня 2018 у Wayback Machine.] на сайті Світової спадщини ЮНЕСКО

## Галерея

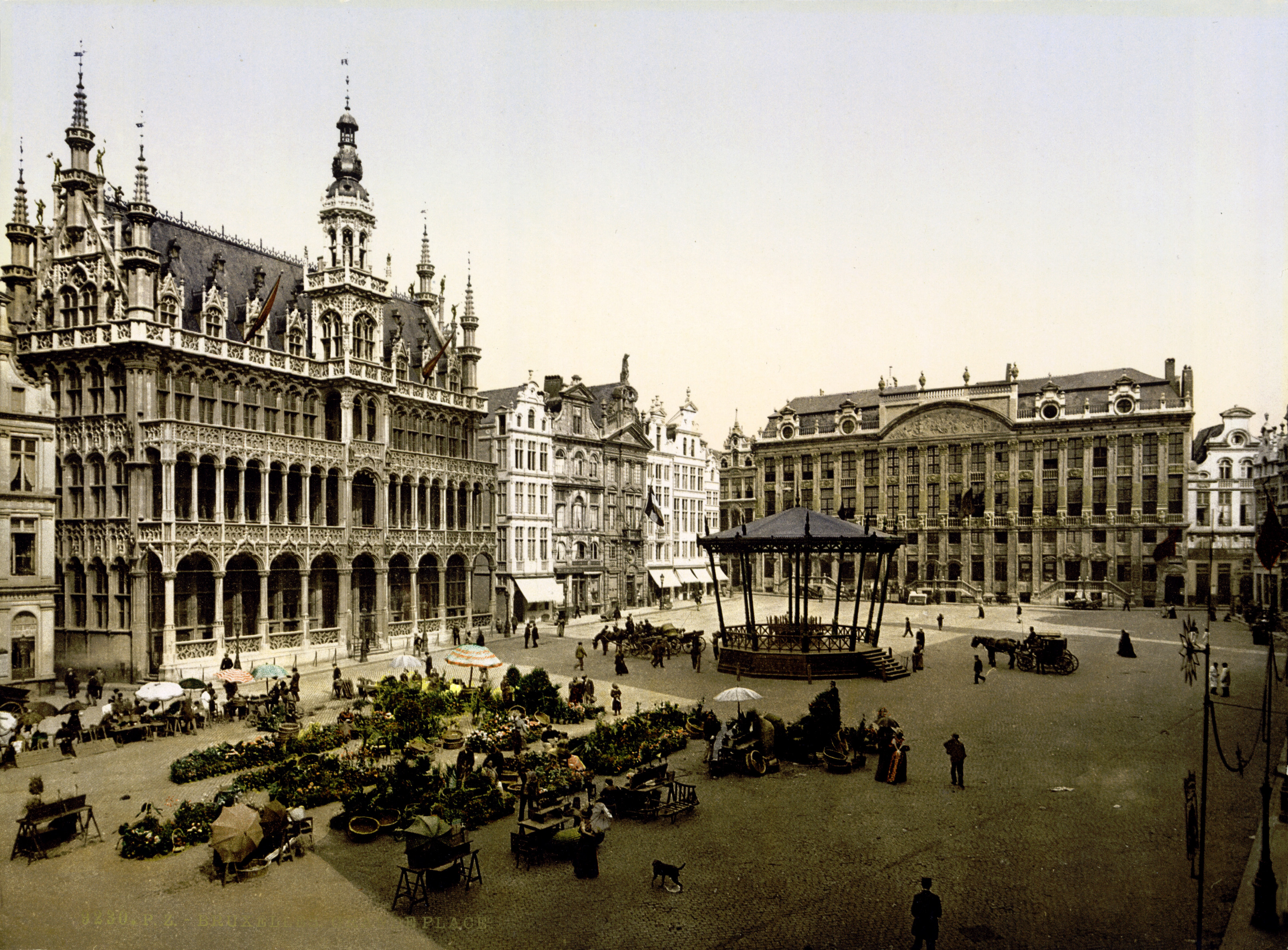
Вигляд Гран-Пласу, бл. 1895
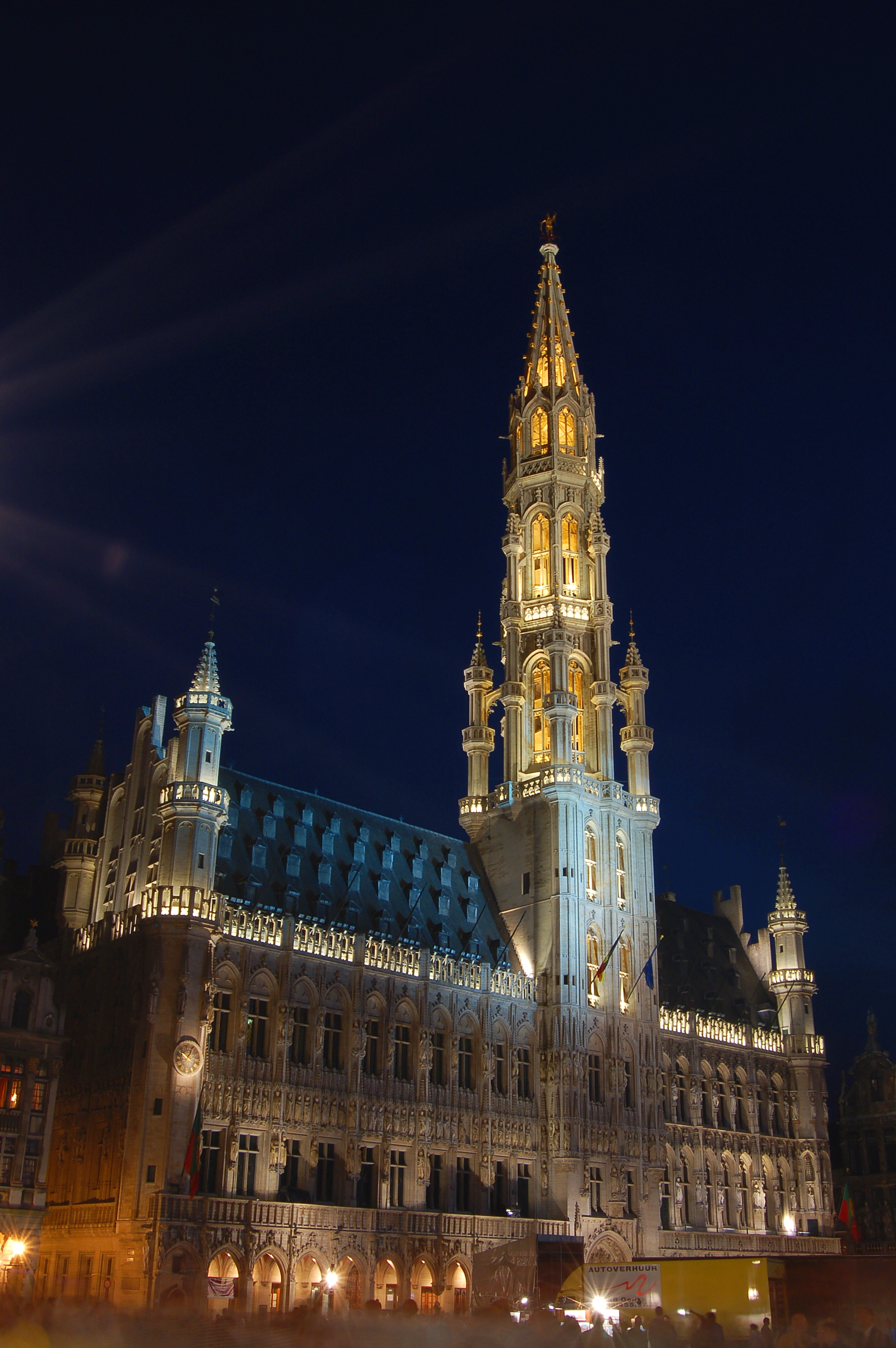
Брюссельська ратуша у нічну пору (травень 2006)
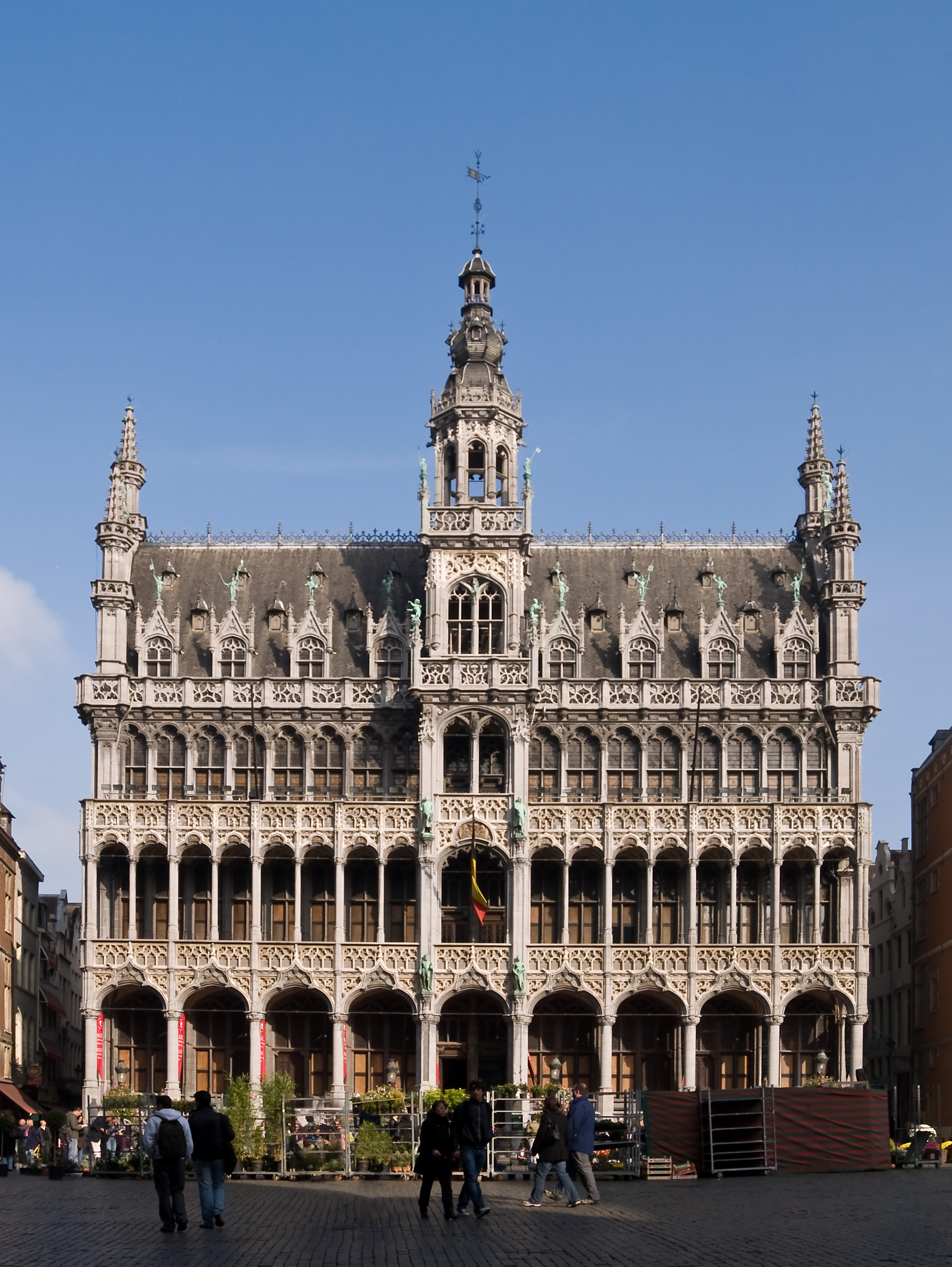
Музей міста Брюсселя («Хлібний дім»)
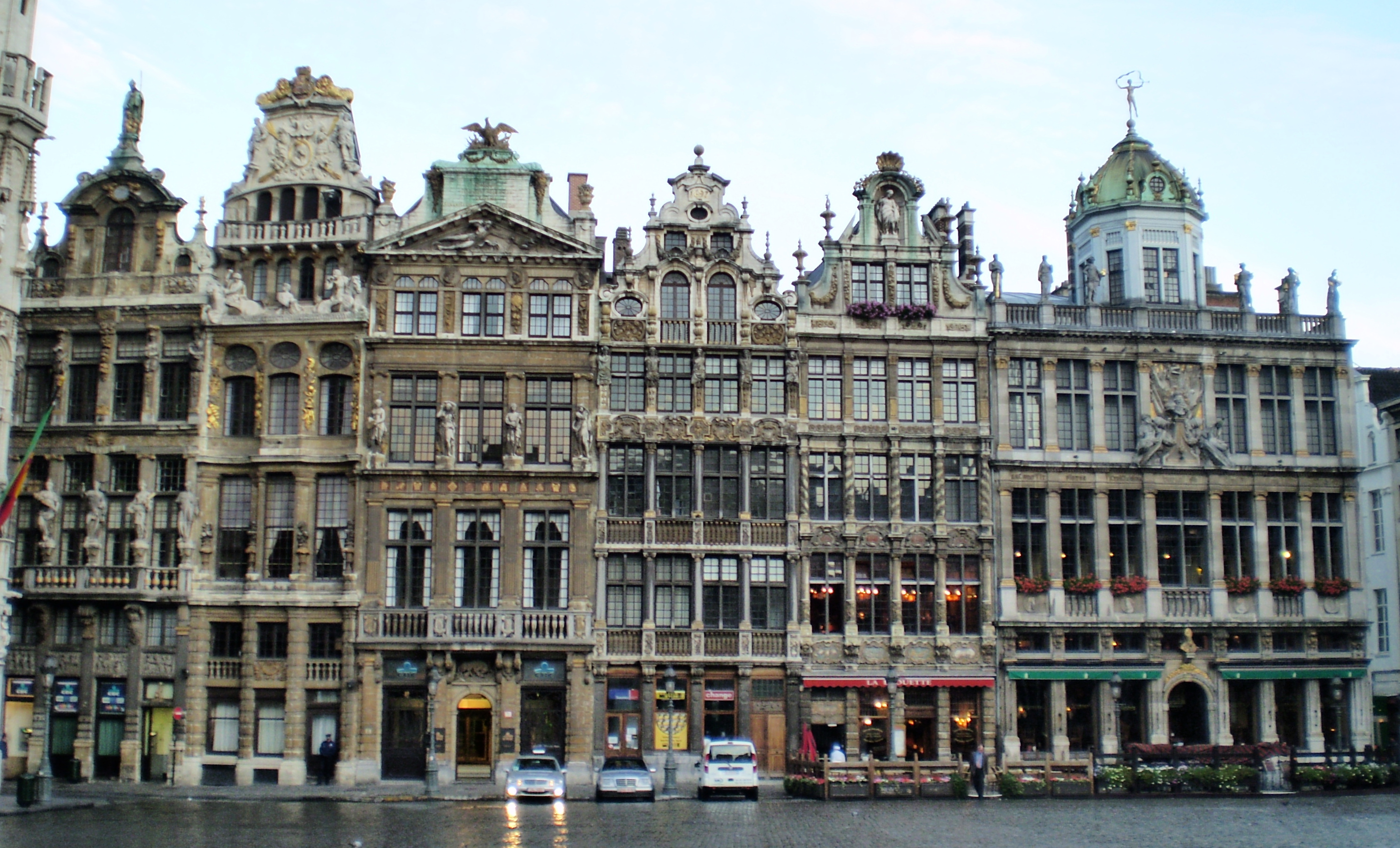
Гільдійні будинки
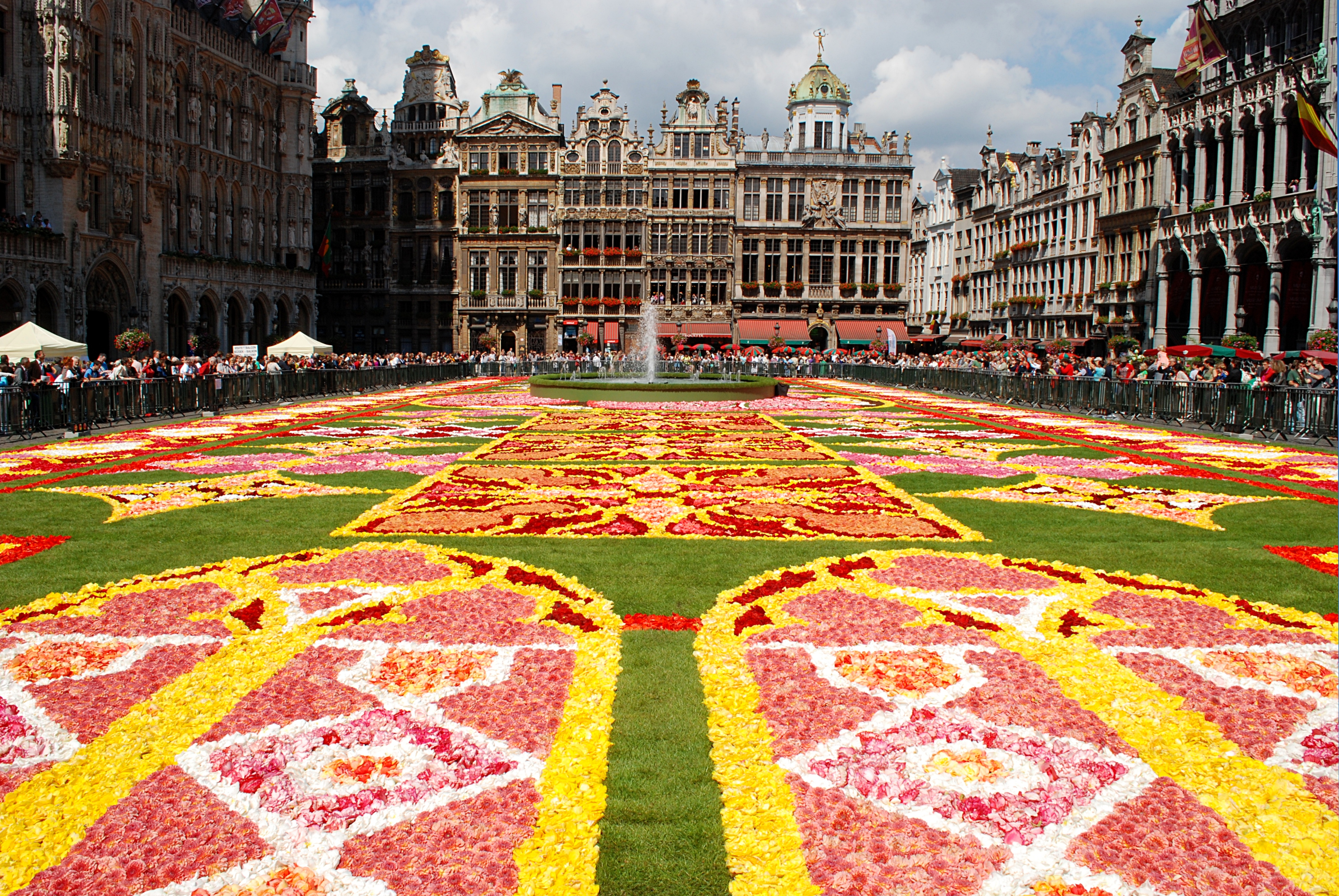
Квітковий килим Брюсселя—2010